# Materiales de costura

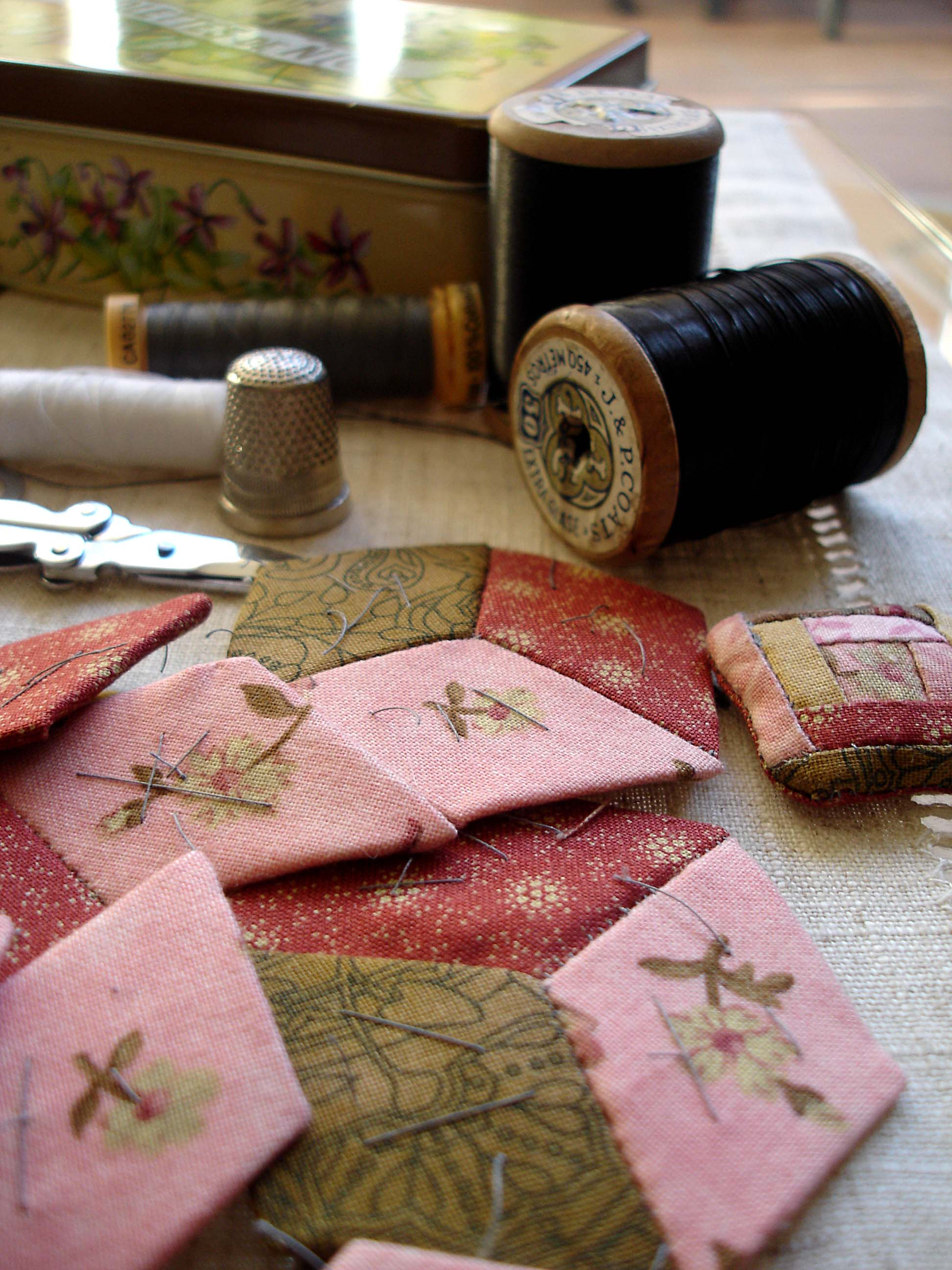
Materiales de costura

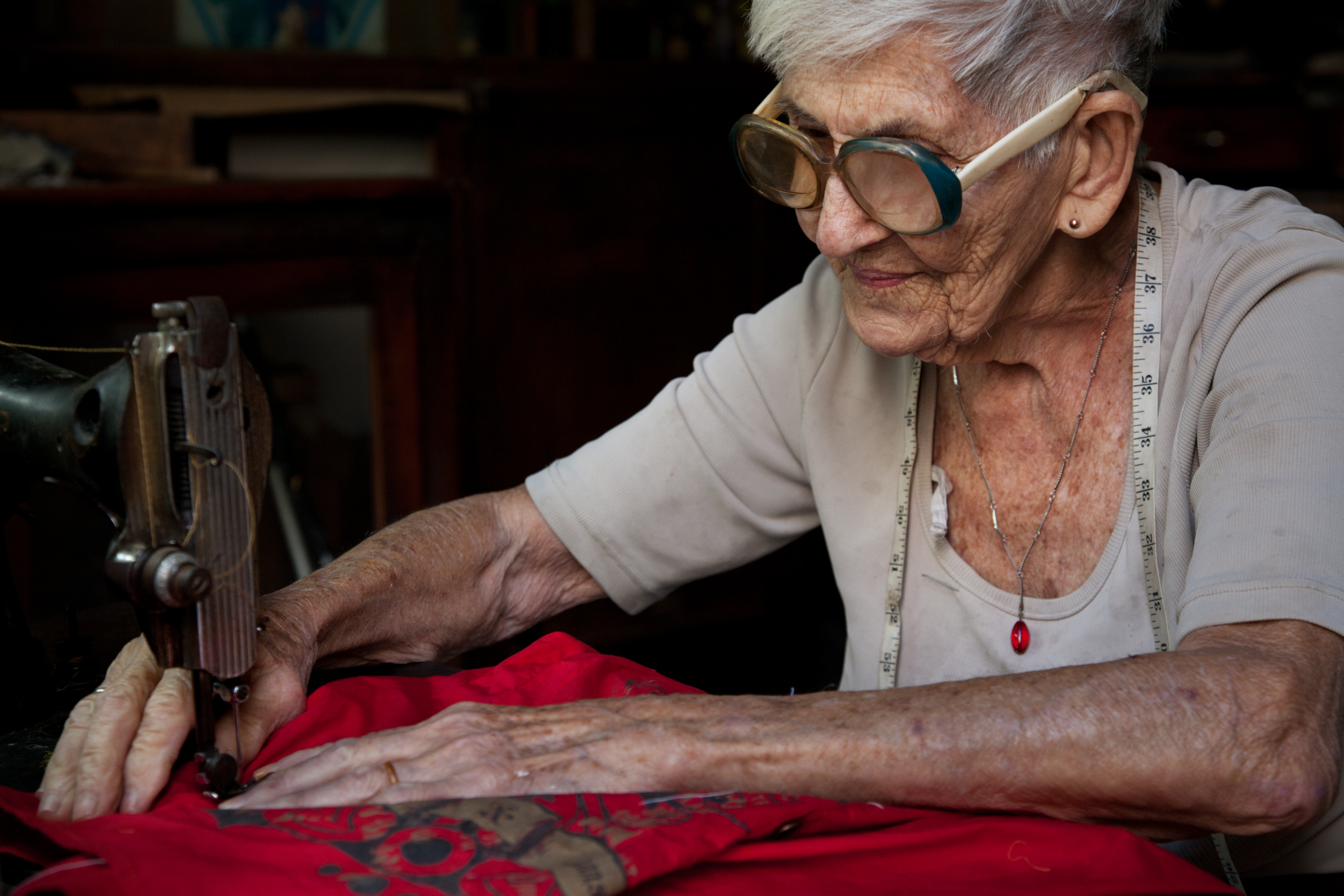
Costurera con máquina de coser

Los materiales de costura son los utensilios que se emplean para realizar labores de costura. Los más importantes son:
- Cinta métrica: es una cinta de tela, graduada en centímetros y en milímetros por ambos lados, se emplea para tomar medidas
- Lápices: se emplea el lápiz negro y el lápiz bicolor, siempre debe estar con punta para facilitar el trazado
- Papel de molde: se utiliza para dibujar modelos hechos.
- Reglas: se utiliza todo el juego de escuadras u además de ello una escuadra curva puras
- Tijeras: es un instrumento de corte compuesto de dos hojas de acero trabadas por un eje que deben mantenerse bien afiladas. Sirven para cortar los materiales de costura se emplea dos tipos de tijeras recta y zigzag, para cortar los moldes de papel se emplea otra tijera para evitar que se pierda el filo de la tijera de tela
- Alfiler: deben de ser de acero y puntiagudos, se usa para prender moldes, telas, etc. Se debe conservar en un acerico y evitar que se oxiden.
- Desbaratador: se utiliza para desbaratar costuras.
- Tiza de sastre o carretilla para tela: es de arcilla y de diferentes colores, los bordes deben mantenerse delgados a fin de trazar líneas delgadas. Se recomienda utilizar colores débiles para que el color de la tiza no quede impresa en la tela, o utiliza una carretilla para tela, la cual remarca la tela pasando la carretilla sobre papel carbón encerado (usarlo de colores claros de preferencia como el amarillo) y quedan marcados los puntos en la tela en el cual ira la costura
- Aguja: barrita punteada de metal con un agujero en el extremo. Se debe tener un surtido de diferentes tamaños y grosores para usar de acuerdo al material
- Dedal: pieza cilíndrica y hueca de metal, plástico o hueso. Se usa en el dedo medio,  para facilitar la confección y el bordado a mano
- Maniquí: es una figura con forma humana muy útil en el taller de costura. Sirve para armar, probar y arreglar prendas de vestir, también permite observar la caída natural de las diferentes prendas
- Espejo: es necesario para facilitar la observación de los detalles de la prenda
- Libreta de notas: sirve para apuntar pequeñas notas de la costura.
- Abreojal: sirve para abrir los ojales de las prendas como pantalones o bolsillos.
- Acerico: es el lugar donde se ponen los alfileres, pueden tener diferentes formas, tamaños y diseños.
- Alfiler de gancho: alfiler que se ocupa para dar vuelta pabilos, sesgos, elásticos, etc.
- Hilo de hilván: se emplea para unir las telas previamente  a la costura de la máquina de coser.
- Bobinas de distintos colores: estas vienen de metal o plástico y se ponen en la máquina de coser.

- Datos: Q6006043